# فرانك سوليفان (كاتب)
فرانك سوليفان (بالإنجليزية: Frank Sullivan)‏ هو كاتب أمريكي، ولد في 22 سبتمبر 1892 في ساراتوغا سبرينغس في الولايات المتحدة، وتوفي بنفس المكان في 19 فبراير 1976.

## وصلات خارجية
- فرانك سوليفان على موقع ميوزك برينز (الإنجليزية)